# Кирилловское сельское поселение (Смоленская область)
Кирилловское сельское поселение — муниципальное образование в составе Рославльского района Смоленской области России.
Административный центр — деревня Малые Кириллы.
Образовано Законом Смоленской области от 28 декабря 2004 года. Главой поселения и Главой администрации является Филипчук Наталья Павловна.

## Географические данные
- Расположение:  центральная часть Рославльского района
- Граничит:
  - на северо-востоке — с Костырёвским сельским поселением
  - на востоке — с  Любовским сельским поселением
  - на юге — с Волковичским сельским поселением
  - на юго-западе — с  Перенским сельским поселением
  - на западе — с  Рославльским городским поселением
  - на северо-западе — с  Остёрским сельским поселением
  - на севере — с  Рославльским сельским поселением
- Крупные реки: Остёр, Острик.
- По территории поселения проходят автомобильные дороги А101 Москва — Варшава («Старая Польская» или «Варшавка») и Р137 Сафоново — Рославль.

## Население
| 2011  | 2012  | 2013  | 2014  | 2015  | 2016  | 2017  |
| ----- | ----- | ----- | ----- | ----- | ----- | ----- |
| 2684  | ↗2691 | ↗2713 | ↗2715 | ↗2722 | ↘2702 | ↘2700 |
| 2018  | 2019  | 2020  | 2021  |       |       |       |
| ↘2609 | ↘2560 | ↘2526 | ↘2413 |       |       |       |

## Населённые пункты
На территории поселения находятся 17 населённых пунктов:
| №  | Населённый пункт | Тип     | Население |
| -- | ---------------- | ------- | --------- |
| 1  | Белки            | деревня | 25        |
| 2  | Большие Кириллы  | деревня | 199       |
| 3  | Кириллы-3        | деревня | 46        |
| 4  | Коноховка        | деревня | 0         |
| 5  | Крутец           | деревня | 2         |
| 6  | Льнозавода       | деревня | 362       |
| 7  | Любовка          | деревня | 5         |
| 8  | Любовские Дворцы | деревня | 13        |
| 9  | Малаховка        | деревня | 4         |
| 10 | Малые Кириллы    | деревня | 1859      |
| 11 | Новая Даниловка  | деревня | 7         |
| 12 | Пещики           | деревня | 3         |
| 13 | Приселье         | деревня | 28        |
| 14 | Сидорки          | деревня | 149       |
| 15 | Смородинка       | деревня | 42        |
| 16 | Учхоза           | посёлок | 45        |
| 17 | Шилы             | деревня | 6         |

## Экономика
Сельхозпредприятия, магазины, лесопереработка, производство льняных тканей.